# 鶴亭站
鶴亭站（：／ Hakjeong yeok */?）是大邱地鐵3號線沿線的一座高架車站，位於韓國大邱廣域市北區鶴亭洞。

## 車站結構
站體為2面2線側式月台的高架車站，候車月台設有半高式月台門，並有4處出口。

### 月台配置
| 漆谷慶大醫院 ↑ |
| \| 上          |
| ↓ 八莒         |

| 月台 | 路線               | 目的地                   |
| ---- | ------------------ | ------------------------ |
| 上行 | ●大邱都市鐵道3號線 | 漆谷慶大醫院方向         |
| 下行 | ●大邱都市鐵道3號線 | 八莒、西門市場、龍池方向 |

## 歷史
- 2015年4月23日：開通啟用。

## 車站周邊
- 勤勞福祉公團（朝鲜语：근로복지공단）大邱醫院
- 慶尚北道家畜衛生試驗所
- 慶尚北道農業資源管理院

## 圖片

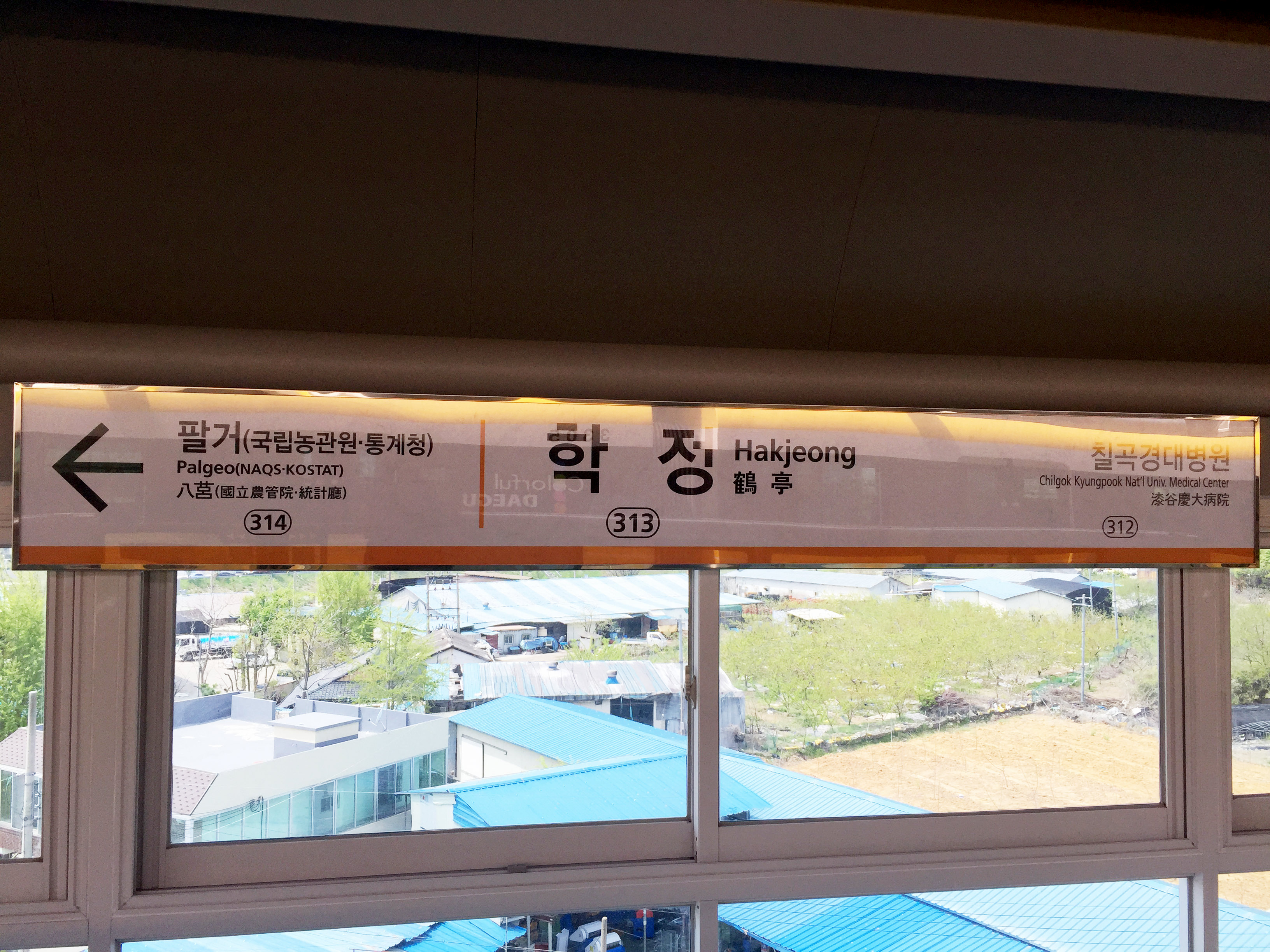
站名牌
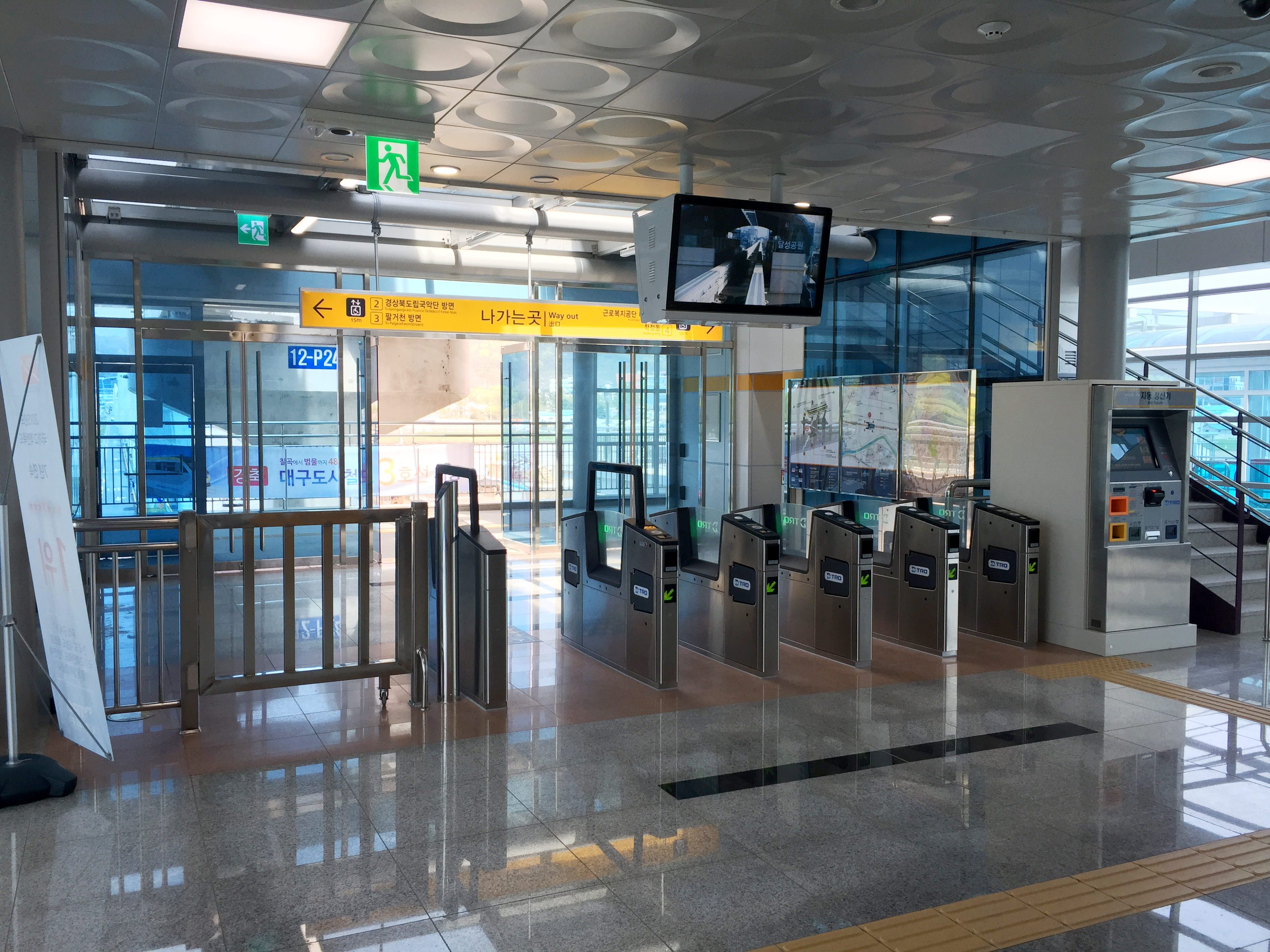
剪票閘口
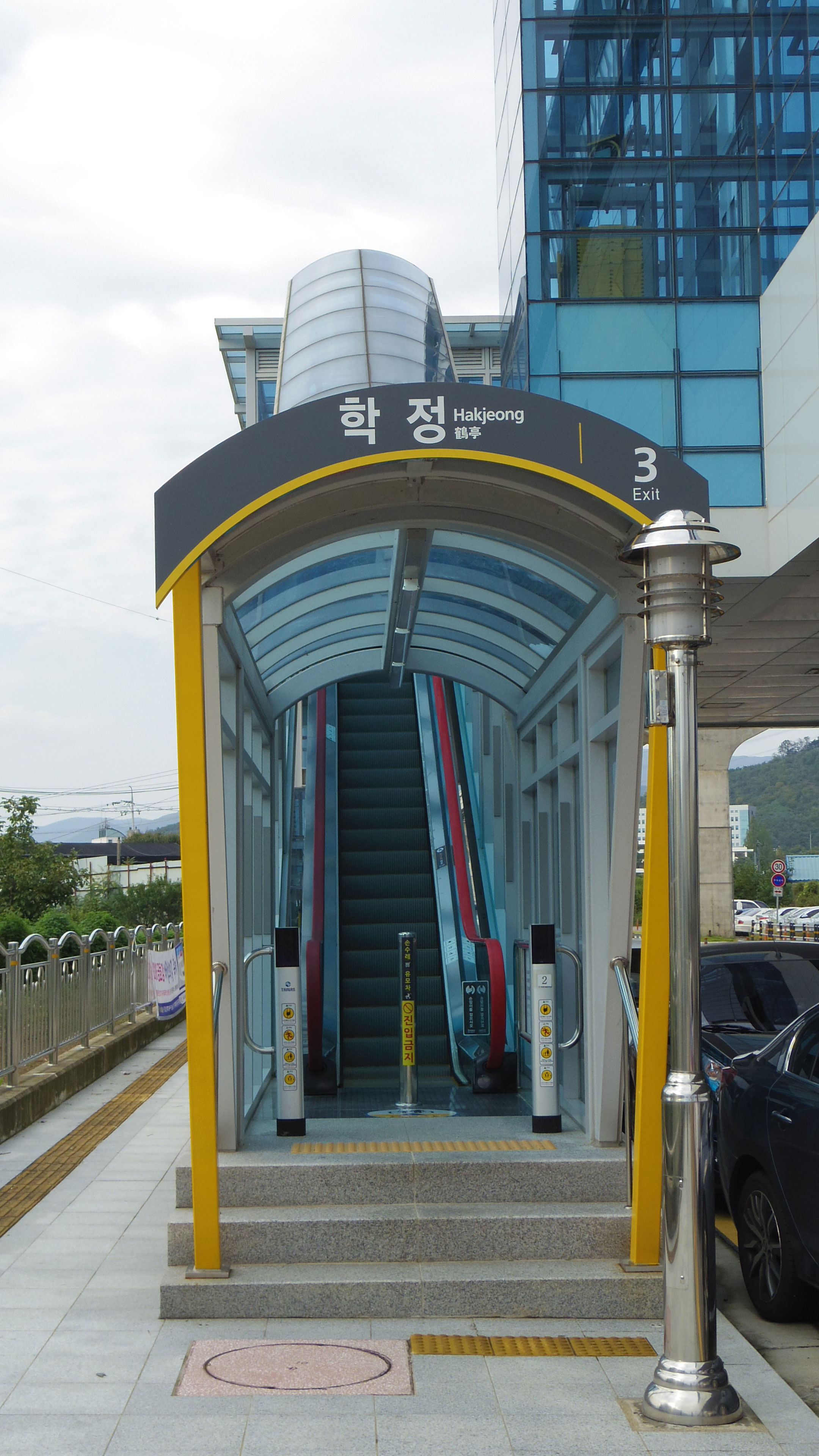
3號出口
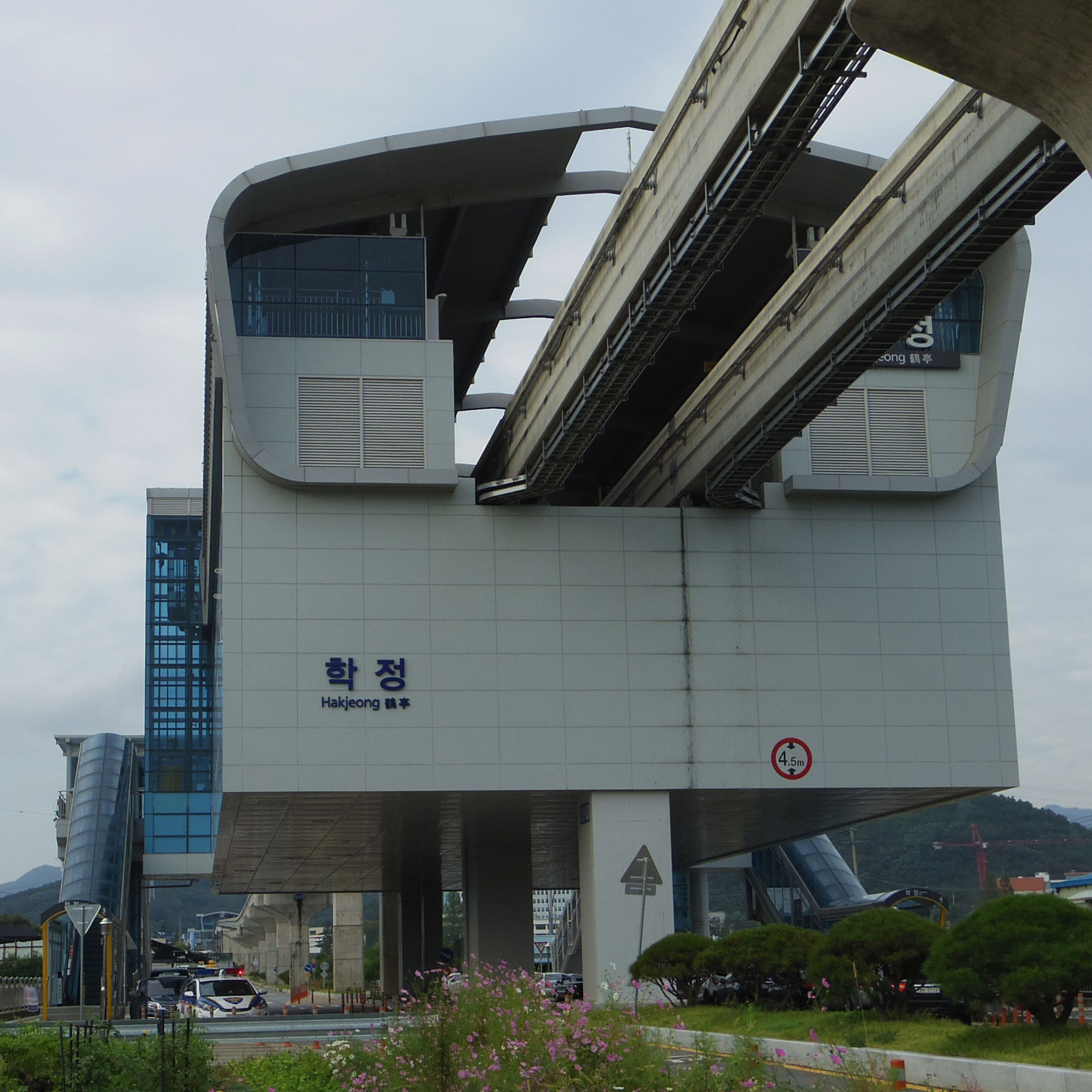
車站建築

## 相鄰車站
大邱都市鐵道公社
●大邱都市鐵道3號線
漆谷慶大醫院（312）－鶴亭（313）－八莒（314）